# Infection
Infection (en japonès 感染, kansen) és una pel·lícula japonesa de terror del 2004, dirigida per Masayuki Ochiai com una versió teatral basada en l'episodi de la sèrie de televisió de terror japonesa Yonimo Kimyō na Monogatari. L'episodi, subtitulat Kyūkan fou escrit per Ryoichi Kimizuka i va emetre's per primer cop al Japó el 1991.

## Argument
Un hospital amb recursos insuficients i poc personal es veu desbordat per massa pacients que no poden atendre. La crisi nerviosa comença a fer efecte entre els metges menys preparats. Alguns desconfien de les seves facultats, d'altres hi confien massa, i enmig d'un caos global, cada sala de l'hospital és l'escenari d'un malson diferent. La crisi arriba al clímax amb l'arribada d'un nou pacient a l'hospital, amb qui comença l'horror que envaeix l'hospital.

## Càsting
- Kōichi Satō com a Dr. Akiba[1]
- Michiko Hada com a Dr. Nakazono[1]
- Yōko Maki com a enfermer[1]
- Shiro Sano com a Dr. Kiyoshi Akai[1]
- Tae Kimura com a enfermera Misuse[1]
- Masanobu Takashima com a Dr. Uozumi[1]
- Kaho Minami com a cap d'enfermeres[1]
- Mari Hoshino com a enfermera novell[1]
- Moro Morooka com a Dr. Kishida[1]
- Isao Yatsu com a pacient de l'hospital[1]

## Producció
El film va ser realitzat com a part de la producció de Takashige Ichise de la serie J-Horror Theater, serie que inclou Premonition, Reincarnation, i Retribution.